# ローゼムント合成
ローゼムント合成（ローゼムントごうせい、Rothemund synthesis）とは、有機合成化学における人名反応のひとつで、ピロールとアルデヒドに酸を作用させ、縮合環化した生成物としてポルフィリン誘導体を得る手法。ポール・ローゼムント (Paul Rothemund) により開発された
。
ギ酸、酢酸、プロピオン酸が酸性の反応溶媒として用いられる。非酸性の有機溶媒とパラトルエンスルホン酸とを用いる手法、あるいはフッ化ホウ素や Yb(OTf)3 などのルイス酸を触媒として用いる手法も知られる。反応の副生物からポルフィリンを取り分けるためにはクロマトグラフィーが利用され、ポルフィリン自身の色が目印となる。